# Catharina Lidman
Catharina Lidman, född 1792, död 1856, var en svensk konsthantverkare. 
Under 1700-talet var det vanligt för enskilda att knyppla spets i Vadstena, som sedan såldes via knallar, men under 1800-talet etablerades särskilda "spetsgångare" (försäljare) och sedan butiker för spets, en utveckling Lidman var en aktiv del av. Lidman grundade och drev ett företag som tillverkade, köpte upp och sålde vidare spets i Vadstena. Hon drev företaget i kompanjonskap med sina döttrar.  
Lidmans företag var ett av de två dominerande inom spetsindustrin i Vadstena under hennes samtid: det andra grundades och sköttes av Anna Elisabeth Hartwick (1796–1882) vid samma tid. 